# Michael Tilson Thomas
Michael Tilson Thomas (Los Ángeles, 21 de diciembre de 1944), apodado MTT, es un director de orquesta, pianista y compositor estadounidense. 
Fue galardonado en 2010 con la Medalla de las Artes.

## Inicios
Es hijo del mánager teatral de Broadway y productor cinematográfico Ted Thomas, y nieto de las estrellas del teatro idish (el New York Yddisch Theater) Boris Thomashefsky y Bessie Thomashefsky, amigos de Gershwin entre otros. Su madre, Roberta Thomas, fue profesora de historia en escuelas.
Nació en Los Ángeles, California, donde estudió en la Universidad del Sur de California con Ingolf Dahl entre otros. Como estudiante de Friedlinde Wagner, Michael Tilson Thomas fue Asistente Musical y Director Asistente en el Festival de Bayreuth. En 1969 hizo su debut como director con la Orquesta Sinfónica de Boston, reemplazando al enfermo William Steinberg a mitad de un concierto. Permaneció con el conjunto de Boston como director asistente hasta 1974.

## Cargos
Fue director musical de la Orquesta Filarmónica de Buffalo entre 1971 y 1979, y entre 1971 y 1977 dirigió las series de Young People's Concerts con la Filarmónica de Nueva York, suscitando comparaciones críticas entre el joven MTT y Leonard Bernstein.
Entre 1981 y 1985 fue director invitado principal de la Orquesta Filarmónica de Los Ángeles, y entre 1988 y 1995 fue director principal de la Orquesta Sinfónica de Londres, convirtiéndose después en director invitado principal. 
Desde 1995 es director musical de la Orquesta Sinfónica de San Francisco la cual ha revitalizado realizando importantes grabaciones con la entidad, entre ellas la integral de las sinfonías de Gustav Mahler.

## La New World Symphony (Orquesta del Nuevo Mundo)

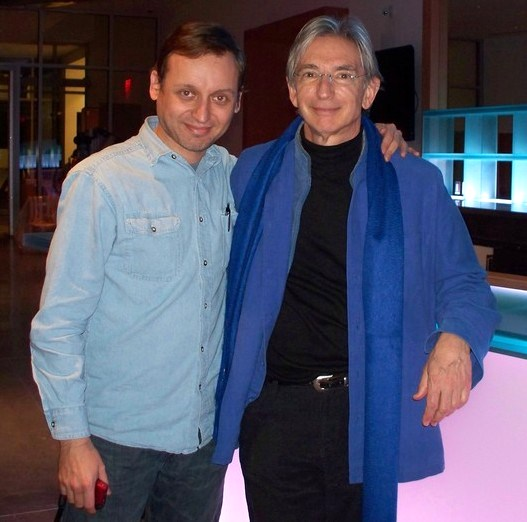
Tilson Thomas (derecha) en la noche previa de inauguración de la New World Symphony en Miami Beach

Es fundador y director general de la academia orquestal americana, la Orquesta Sinfónica del Nuevo Mundo o New World Symphony (establecida en Miami Beach, Florida) en 1988 donde actúa como preparador de jóvenes músicos egresados de los mejores conservatorios de Estados Unidos y el resto del mundo. 
La New World Symphony lleva a cabo temporadas anuales de conciertos con la participación del director y otros directores de orquesta invitados así como compositores, solistas e instrumentistas a cargo de clases magistrales. Por su escenario han desfilado figuras como Luciano Berio, John Adams, Oliver Knussen, Thomas Adès, Emanuel Ax, Gil Shaham, Joshua Bell y Thomas Hampson. 
MTT ha llevado a la orquesta en gira por Europa y posibilitado su debut en Carnegie Hall.
La entidad posee una nueva sede diseñada por el arquitecto Frank Gehry con un teatro con capacidad para 750 espectadores.

## Director y compositor
Tilson Thomas ha dirigido una gran variedad de música, y es un particular defensor de las obras estadounidenses modernas, habiendo grabado las sinfonías completas de Charles Ives y la primera grabación de The Desert Music de Steve Reich. 
También es famoso por su interpretación de las obras de Gustav Mahler, Stravinsky, George Gershwin y desde la muerte de Leonard Bernstein, es considerado el preeminente intérprete de las obras de Aaron Copland y del mismo Bernstein.
Entre sus composiciones están From the Diary of Anne Frank; Shówa/Shoáh, en memoria del 50 aniversario del bombardeo de Hiroshima; Poems of Emily Dickinson; y Urban Legend. 
En abril de 2005 dirigió el estreno en el Carnegie Hall de Remembrances of Thomashefsky's Yiddish Theater.

## Citas
(En respuesta a la pregunta de un entrevistador sobre por qué Michael Tilson Thomas no lista a Bach, Mozart y Beethoven entre sus compositores favoritos): No puedes tener a Bach, Mozart o Beethoven entre tus compositores preferidos: Ellos simplemente definen lo que es la música! (Entrevista durante una transmisión de concierto)

## Discografía parcial
| Año  | Orquesta | Compositor              | Obras | Sello               |
| ---- | --- | ----------------------- | --- | ------------------- |
| 1991 | London Symphony Orchestra                                                                                             | Adam                    | Music from "Giselle" | Sony                |
| 1990 | London Symphony Orchestra, Ambrosian Singers                                                                          | Beethoven               | Late Choral Music | CBS Masterworks     |
| 1986 | Orchestra of St. Luke's                                                                                               | Beethoven               | Symphony n.º 3 Contredanses for Orchestra, WoO 14 | CBS Masterworks     |
| 2010 | San Francisco Symphony                                                                                                | Beethoven               | Symphony n.º 5 Piano Concerto n.º 4 (Ax) | SFS Media           |
| 1999 | English Chamber Orchestra                                                                                             | Beethoven               | Symphony n.º 6, "Pastorale" | Sony Classical      |
| 1993 | London Symphony Orchestra, London Voices                                                                              | Bernstein               | On the Town (Daly, von Stade, Lear, Laine, McLaughlin, Hampson, Garrison, Ollmann, Ramey)                                                                       | Deutsche Grammophon |
| 1991 | London Symphony Orchestra                                                                                             | Brahms                  | Serenade n.º 1 Tragic Overture Academic Festival Overture | Sony Classical      |
| 1992 | London Symphony Orchestra                                                                                             | Brahms                  | Serenade n.º 2 / Haydn Variations / Hungarian Dances – selections                                                                                               | Sony Classical      |
| 2002 | | Cage, Reich, Stravinsky | The Rite of Spring Three Dances Four Organs | Angel Records       |
| 1996 | San Francisco Symphony                                                                                                | Copland                 | Concerto for Piano and Orchestra Orchestra Variations Short Symphony Symphonic Ode (with Garrick Ohlsson)                                                       | RCA                 |
| 1993 | London Symphony Orchestra and Chorus                                                                                  | Debussy                 | Le martyre de St. Sebastien (with McNair, Murray, Stutzman, Caron)                                                                                              | Sony Classical      |
| 2007 | Boston Symphony Orchestra Chamber Players                                                                             | Debussy                 | Sonata n.º 1 for Cello and Piano (Eskin, Tilson Thomas) Sonata n.º 2 for Flute, Viola and Harp (Dwyer, Fine, Hobson) Violin Sonata (Silverstein, Tilson Thomas) | Deutsche Grammophon |
| 1999 | New World Symphony | Feldman                 | Coptic Light (Cohen, Feinberg) | Argo                |
| 1990 | Los Angeles Philharmonic Orchestra                                                                                    | Gershwin                | Gershwin Live! (Vaughan, Tilson Thomas) | Sony Classical      |
| 1984 | Los Angeles Philharmonic Orchestra                                                                                    | Gershwin                | Rhapsody in Blue (Tilson Thomas) Second Rhapsody for Orchestra with Piano Preludes for Piano Promenade Unpublished Piano Works                                  | Sony Classical      |
| 1990 | Boston Symphony Orchestra                                                                                             | Ives/Ruggles            | Three Places in New England Sun-treader | Deutsche Grammophon |
| 1991 | Chicago Symphony Orchestra                                                                                            | Ives                    | Symphonies Nos. 1 & 4 | Sony Classical      |
| 2002 | San Francisco Symphony                                                                                                | Ives                    | An American Journey | BMG/RCA Read Seal   |
| 1990 | Chicago Symphony Orchestra and Chorus                                                                                 | Ives                    | Holiday Symphony Unanswered Question (Herseth) Central Park in the Dark                                                                                         | Sony Classical      |
| 1992 | London Symphony Orchestra and Chorus                                                                                  | Janáček                 | Glagolitic Mass (Benackova, Palmer, Lakes, Kotscherga) Sinfonietta                                                                                              | Sony Classical      |
| 1990 | London Symphony Orchestra                                                                                             | Mahavishnu              | Apocalypse (Mahavishnu Orchestra) | Sony Classical      |
| 2004 | San Francisco Symphony                                                                                                | Mahler                  | Symphony n.º 1 | SFS Media           |
| 2004 | San Francisco Symphony                                                                                                | Mahler                  | Symphony n.º 2 | SFS Media           |
| 2004 | San Francisco Symphony and Chorus, Pacific Boychoir, San Francisco Symphony Girls Chorus                              | Mahler                  | Symphony n.º 3 Kindertotenlieder (DeYoung) | SFS Media           |
| 2004 | San Francisco Symphony                                                                                                | Mahler                  | Symphony n.º 4 (Claycomb) | SFS Media           |
| 2004 | San Francisco Symphony                                                                                                | Mahler                  | Symphony n.º 5 | SFS Media           |
| 2004 | San Francisco Symphony                                                                                                | Mahler                  | Symphony n.º 6 | SFS Media           |
| 2005 | San Francisco Symphony                                                                                                | Mahler                  | Symphony n.º 7 | SFS Media           |
| 2009 | San Francisco Symphony and Chorus, Pacific Boychoir, San Francisco Girls Chorus                                       | Mahler                  | Symphony n.º 8 | SFS Media           |
| 2005 | San Francisco Symphony                                                                                                | Mahler                  | Symphony n.º 9 | SFS Media           |
| 2008 | San Francisco Symphony                                                                                                | Mahler                  | Das Klagende Lied (Shaguch, DeYoung, Moser, Lieferkus) Das Lied von der Erde (Skelton, Hampson)                                                                 | BMG/RCA Red Seal    |
| 1990 | London Symphony Orchestra and Chorus, South End Boys                                                                  | Mahler                  | Symphony n.º 3 Rückert Lieder (Baker) | Sony Classical      |
| 1999 | London Symphony Orchestra                                                                                             | Mahler                  | Symphony n.º 7 | BMG/RCA Read Seal   |
| 2010 | San Francisco Symphony                                                                                                | Mahler                  | Songs with Orchestra (Graham, Hampson) | SFS Media           |
| 1998 | New World Symphony | New World Jazz          | New World Jazz | BMG/RCA Red Seal    |
| 1997 | London Symphony Orchestra                                                                                             | Prokófiev               | Symphonies Nos. 1 & 5 | Sony Classical      |
| 2004 | San Francisco Symphony                                                                                                | Prokófiev               | Romeo & Juliet | BMG/RCA Red Seal    |
| 1991 | Hungarian State Orchestra                                                                                             | Puccini                 | Tosca (Marton, Carreras, Pons, Tajo) | Sony Classical      |
| 1989 | London Symphony Orchestra                                                                                             | Ravel                   | Ma mère l'oye Bolero Pavane pour une infante défunte Pièce en forme de Habañera L'éventail de Jeanne Fanfare                                                    | Sony Classical      |
| 1990 | Colorado Quartet, Brooklyn Philharmonic Orchestra                                                                     | Reich                   | The Desert Music | Nonesuch            |
| 1994 | London Symphony Orchestra                                                                                             | Reich                   | The Three movements | Nonesuch            |
| 1980 | Buffalo Philharmonic                                                                                                  | Ruggles                 | Complete Music of Carl Ruggles | Sony Classical      |
| 1986 | London Symphony Orchestra                                                                                             | Strauss, R.             | Ein Heldenleben Til Eulenspiegels Lustige Streiche | Sony Classical      |
| 1997 | London Symphony Orchestra                                                                                             | Stravinsky              | Stravinsky in America | Sony Classical      |
| 1999 | San Francisco Symphony, San Francisco Symphony Chorus, San Francisco Girls Chorus, Ragazzi, the Peninsula Boys Chorus | Stravinsky              | Le sacre du printemps L'oiseau de feu Persephone | BMG/RCA Red Seal    |
| 1993 | New World Symphony | Piazzolla               | Tangazo | Argo                |
| 2000 | Boston Symphony Orchestra                                                                                             | Chaikovski              | Symphony n.º 1 | Deutsche Grammophon |
| 1990 | Philharmonia Orchestra                                                                                                | Chaikovski              | Suite n.º 2 Suite n.º 4 | Sony Classical      |
| 2005 | Berliner Philharmoniker                                                                                               | Chaikovski              | Violin Concerto (Bell) Méditation n.º 1: Souvenir d'un lieucher Swan Lake: Danse russe                                                                          | Sony/BMG            |
| 1997 | New World Symphony, BBC Singers                                                                                       | Villa Lobos             | Bachianas Brasileiras Nos. 4 & 5 (Fleming) Bachianas Brasileiras n.º 9 Coros Nos. 5 & 10                                                                        | BMG/RCA Red Seal    |
| 1990 | London Symphony Orchestra                                                                                             | Weill                   | The Seven Deadly Sins (Migenes) The Little Three Penny Music | Sony Classical      |